# Manuel Antonio Ay
Manuel Antonio Ay är en ort i Mexiko.   Den ligger i kommunen Tulum och delstaten Quintana Roo, i den östra delen av landet, 1 200 km öster om huvudstaden Mexico City. Manuel Antonio Ay ligger 22 meter över havet och antalet invånare är 407.
Terrängen runt Manuel Antonio Ay är mycket platt.  Trakten runt Manuel Antonio Ay är nära nog obefolkad, med mindre än två invånare per kvadratkilometer. Närmaste större samhälle är Coba, 10,5 km nordväst om Manuel Antonio Ay. I omgivningarna runt Manuel Antonio Ay växer i huvudsak städsegrön lövskog.